# Coppa d'Asia AFC Under-23 2022
La Coppa d'Asia AFC Under-23 2022 (in inglese 2022 AFC Under-23 Asian Cup) è stata la quinta edizione del torneo organizzato dalla Asian Football Confederation, e la prima riservata alle nazionali under-23. Il torneo si è tenuto in Uzbekistan tra il 1 e il 19 giugno. La finale ha visto la vittoria dell'Arabia Saudita contro l'Uzbekistan, conseguendo il primo trionfo saudita nella competizione.

## Squadre
| Girone A                                          | Girone B                                      | Girone C                    | Girone D                                |
| ------------------------------------------------- | --------------------------------------------- | --------------------------- | --------------------------------------- |
| Uzbekistan Corea del Sud Arabia Saudita Australia | Giordania Thailandia Emirati Arabi Uniti Iran | Iraq Qatar Vietnam Giappone | Tagikistan Malaysia Kuwait Turkmenistan |

## Gironi

### Girone A

#### Classifica
| Pos. | Squadra      | Pt | G | V | N | P | GF | GS | DR |
| ---- | ------------ | -- | - | - | - | - | -- | -- | -- |
| 1.   | Uzbekistan   | 7  | 3 | 2 | 1 | 0 | 8  | 1  | +7 |
| 2.   | Turkmenistan | 4  | 3 | 1 | 1 | 1 | 4  | 4  | 0  |
| 3.   | Iran         | 2  | 3 | 0 | 2 | 1 | 3  | 4  | -1 |
| 4.   | Qatar        | 2  | 3 | 0 | 2 | 1 | 3  | 9  | -6 |

#### Risultati
| Arbitro: | Yusuke Araki |

|               |           |              |
| Shahriari 90’ | Marcatori | 87’Al-Ganehi |

| Arbitro: | Hanna Hattab |

|                      |           |  |
| Khoshimov 76’ (rig.) | Marcatori |  |

| Arbitro: | Alex King |

|                                        |           |          |
| Sapargulýyew 28’ (rig.) T. Çaryýew 80’ | Marcatori | 8’Bavieh |

| Arbitro: | Mohanad Qasim Sarray |

|  |           |                                                                                  |
|  | Marcatori | 5’Jaloliddinov 20’Erkinov 45+1’Norchayev 60’Khoshimov 63’ (aut.)Ayman 67’Jiyanov |

| Arbitro: | Ahmed Al-Kaf |

|                 |           |            |
| Jurakuziyev 22’ | Marcatori | 62’Yousefi |

| Arbitro: | Ma Ning |

|                   |           |                  |
| Al-Tairi 65’, 73’ | Marcatori | 75’, 82’ Myradow |

### Girone B

#### Classifica
| Pos. | Squadra   | Pt | G | V | N | P | GF | GS | DR |
| ---- | --------- | -- | - | - | - | - | -- | -- | -- |
| 1.   | Australia | 7  | 3 | 2 | 1 | 0 | 4  | 1  | +3 |
| 2.   | Iraq      | 5  | 3 | 1 | 2 | 0 | 5  | 3  | +2 |
| 3.   | Giordania | 4  | 3 | 1 | 1 | 1 | 2  | 2  | 0  |
| 4.   | Kuwait    | 0  | 3 | 0 | 0 | 3 | 1  | 6  | -5 |

#### Risultati
| Arbitro: | Adel Al-Naqbi |

|                                 |           |  |
| D'Arrigo 26’ Rich-Baghuelou 54’ | Marcatori |  |

| Arbitro: | Khalid Al-Turais |

|              |           |             |
| Aburiziq 57’ | Marcatori | 69’Ramadhan |

| Arbitro: | Akhrol Riskullaev |

|                 |           |           |
| Abdulkareem 56’ | Marcatori | 45+2’Kuol |

| Arbitro: | Ahmed Al-Kaf |

|  |           |             |
|  | Marcatori | 68’Aburiziq |

| Arbitro: | Yudai Yamamoto |

|                      |           |  |
| Najjarine 61’ (rig.) | Marcatori |  |

| Arbitro: | Omar Al-Ali |

|                                          |           |          |
| Mohammed 35’ Abdulridha 59’ Al-Baqer 82’ | Marcatori | 12’Ayedh |

### Girone C

#### Classifica
| Pos. | Squadra       | Pt | G | V | N | P | GF | GS | DR |
| ---- | ------------- | -- | - | - | - | - | -- | -- | -- |
| 1.   | Corea del Sud | 7  | 3 | 2 | 1 | 0 | 6  | 2  | +4 |
| 2.   | Vietnam       | 5  | 3 | 1 | 2 | 0 | 5  | 3  | +2 |
| 3.   | Thailandia    | 4  | 3 | 1 | 1 | 1 | 5  | 3  | +2 |
| 4.   | Malaysia      | 0  | 3 | 0 | 0 | 3 | 1  | 9  | -8 |

#### Risultati
| Arbitro: | Saoud Al-Athbah |

|                                                             |           |             |
| Lee Sang-min 31’ Kim Tae-hwan 48’ Cho Young-wook 88’, 90+2’ | Marcatori | 83’Mukhairi |

| Arbitro: | Ma Ning |

|                              |           |                                    |
| Ben Davis 34’ Suphanat 90+1’ | Marcatori | 1’Phan Tuấn Tài 73’Nguyễn Văn Tùng |

| Arbitro: | Ahmad Al-Ali |

|                  |           |                   |
| Vũ Tiến Long 83’ | Marcatori | 63’Cho Young-wook |

| Arbitro: | Mohammed Al-Hoish |

|  |           |                                |
|  | Marcatori | 23’, 73’Suphanat 69’Channarong |

| Arbitro: | Salman Ahmad Falahi |

|                  |           |  |
| Ko Jae-hyeon 35’ | Marcatori |  |

| Arbitro: | Hettikamkanamge Perera |

|                                             |           |  |
| Nhâm Mạnh Dũng 28’ Bùi Hoàng Việt Anh 45+8’ | Marcatori |  |

### Girone D

#### Classifica
| Pos. | Squadra             | Pt | G | V | N | P | GF | GS | DR  |
| ---- | ------------------- | -- | - | - | - | - | -- | -- | --- |
| 1.   | Arabia Saudita      | 7  | 3 | 2 | 1 | 0 | 7  | 0  | +7  |
| 2.   | Giappone            | 7  | 3 | 2 | 1 | 0 | 5  | 1  | +4  |
| 3.   | Emirati Arabi Uniti | 3  | 3 | 1 | 0 | 2 | 3  | 4  | -1  |
| 4.   | Tagikistan          | 0  | 3 | 0 | 0 | 3 | 0  | 10 | -10 |

#### Risultati
| Arbitro: | Hettikamkanamge Perera |

|            |           |                        |
| Hassan 63’ | Marcatori | 61’Y. Suzuki 76’Hosoya |

| Arbitro: | Kim Hee-gon |

|                                                                 |           |  |
| Al-Yami 42’ Yahya 50’ Asiri 68’ Al-Harbi 86’ Radif 90+7’ (rig.) | Marcatori |  |

| Tashkent 6 giugno 2022 | Giappone  | 0 – 0 [Live Report Stats Report referto] | Arabia Saudita | Stadio centrale Paxtakor (300 spett.)\| Arbitro: \| Ali Sabah \| |
| Arbitro:               | Ali Sabah |                                          |                |                                                                  |

| Arbitro: | Mongkolchai Pechsri |

|  |           |                               |
|  | Marcatori | 12’Al-Bloushi 78’ (rig.)Saeed |

| Arbitro: | Jonathan Barreiro |

|                                   |           |  |
| Yahya 57’ Abdulhamid 90+3’ (rig.) | Marcatori |  |

| Arbitro: | Ali Shaban |

|                                      |           |  |
| Matsuki 11’ Satō 56’ Nakashima 90+4’ | Marcatori |  |

## Fase a eliminazione diretta
|  | Quarti di finale     | Quarti di finale     |                      |           | Semifinali                | Semifinali                |  |  | Finale               | Finale |
|  |                      |                      |                      |           |                           |                           |  |  |                      |        |
|  | 11 giugno - Tashkent |                      |                      |           |                           |                           |  |  |                      |        |
|  |                      |                      |                      |           |                           |                           |  |  |                      |        |
|  | Uzbekistan (dtr)     | 2 (3)                |                      |           |                           |                           |  |  |                      |        |
|  | Uzbekistan (dtr)     | 2 (3)                | 15 giugno - Tashkent |           |                           |                           |  |  |                      |        |
|  | Iraq                 | 2 (2)                |                      |           |                           |                           |  |  |                      |        |
|  | Iraq                 | 2 (2)                | Uzbekistan           | 2         |                           |                           |  |  |                      |        |
|  | 12 giugno - Tashkent |                      | Uzbekistan           | 2         |                           |                           |  |  |                      |        |
|  |                      | Giappone             | 0                    |           |                           |                           |  |  |                      |        |
|  | Corea del Sud        | Giappone             | 0                    | 0         |                           |                           |  |  |                      |        |
|  | Corea del Sud        |                      | 19 giugno - Tashkent | 0         |                           |                           |  |  |                      |        |
|  | Giappone             | 3                    |                      |           |                           |                           |  |  |                      |        |
|  | Giappone             | 3                    | Uzbekistan           | 0         |                           |                           |  |  |                      |        |
|  | 11 giugno - Tashkent |                      | Uzbekistan           | 0         |                           |                           |  |  |                      |        |
|  |                      | Arabia Saudita       | 2                    |           |                           |                           |  |  |                      |        |
|  | Australia            | Arabia Saudita       | 2                    | 1         |                           |                           |  |  |                      |        |
|  | Australia            | 15 giugno - Tashkent |                      | 1         |                           |                           |  |  |                      |        |
|  | Turkmenistan         | 0                    |                      |           |                           |                           |  |  |                      |        |
|  | Turkmenistan         | 0                    | Australia            | 0         | Finale per il terzo posto | Finale per il terzo posto |  |  |                      |        |
|  | 12 giugno - Tashkent |                      | Australia            | 0         | Finale per il terzo posto | Finale per il terzo posto |  |  |                      |        |
|  |                      | Arabia Saudita       | 2                    |           |                           |                           |  |  |                      |        |
|  | Arabia Saudita       | Arabia Saudita       | 2                    | 2         | Giappone                  | 3                         |  |  |                      |        |
|  | Arabia Saudita       |                      |                      | 2         | Giappone                  | 3                         |  |  |                      |        |
|  | Vietnam              | 0                    |                      | Australia | 0                         |                           |  |  |                      |        |
|  | Vietnam              | 0                    |                      |           | 0                         |                           |  |  |                      |        |
|  |                      |                      |                      |           |                           |                           |  |  | 18 giugno - Tashkent |        |
|  |                      |                      |                      |           |                           |                           |  |  |                      |        |

### Quarti di finale
| Arbitro: | Salman Ahmad Falahi |

|                   |           |  |
| Orazow 74’ (aut.) | Marcatori |  |

| Arbitro: | Mohammed Al-Hoish |

|                                            |                      |                                             |
| Jaloliddinov 45+5’ (rig.) Ammar 50’ (aut.) | Marcatori            | 19’ (rig.)Ramadhan 68’Ghaleb                |
| Jurakuziyev Hamroliyev Fayzullaev Bo'riyev | Tiri di rigore 3 – 2 | Doski Naeem Ramadhan Abdulridha Abdulkareem |

| Arbitro: | Hanna Hattab |

|  |           |                             |
|  | Marcatori | 22’, 80’Y. Suzuki 65’Hosoya |

| Arbitro: | Yusuke Araki |

|                              |           |  |
| Al-Harbi 41’ Al-Buraikan 65’ | Marcatori |  |

### Semifinale
| Arbitro: | Mohanad Qasim Sarray |

|  |           |                                   |
|  | Marcatori | 20’Hussain Al-Eisa 72’Ayman Yahya |

| Arbitro: | Ahmed Al-Kaf |

|                                         |           |  |
| Jasurbek Jaloliddinov 60’ Norchayev 89’ | Marcatori |  |

### Finale per il 3º posto
| Arbitro: | Kim Hee-gon |

|                                     |           |  |
| Satō 7’ Trewin 39’ (aut.) Fujio 63’ | Marcatori |  |

### Finale
| Arbitro: | Salman Ahmad Falahi |

|  |           |                                          |
|  | Marcatori | 48’Ahmed Al-Ghamdik 74’Firas Al-Buraikan |